# Замок Бірр

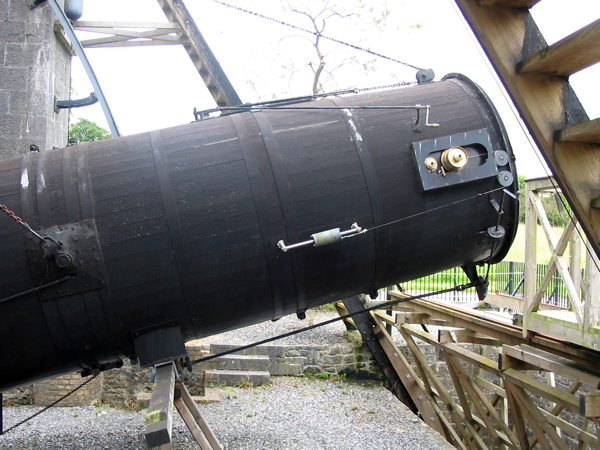
Телескоп «Левіафан Парсонстауна».

Замок Бірр (англ. Birr Castle, ірл. Caisleán Bhiorra) — замок Бьорра — один із замків Ірландії, розташований в графстві Оффалі, біля міста Біррен. Це резиденція VII графа Росс. Досі замок у приватних володіннях, не відкритий для відвідування туристами та іншою публікою, хоча сади, парки та інші частини вотчини загальнодоступні. Нині в замку є Науковий центр Ірландії, музей науки Ірландії, музей астрономії та ботаніки.

## Історія замку Бірр
На місці нинішнього замку Бірр стояв замок з 1170 року — з часів англо-норманського завоювання Ірландії. На початку XIV століття ці землі знову взяли під свій контроль ірландські клани. З XIV по XVII століття цим замком і землями володів ірландський клан О'Керролл. Ці землі були відомі як «королівство Керрі» або «королівство Елі О'Керролл».
Після смерті сера Чарльза О'Керролла сер Лоуренс Парсонс у 1620 році отримав у володіння замок Бірр та оточуючі землі площею 1277 акрів землі. Сер Лоуренс Парсонс побудував новий замок на місці старого. Він помер у 1628 році. Старий замок Бірр називався Чорна вежа О'Керроллів. Після смерті Лоуренса Парсонса і його старшого сина Річарда, замок перейшов у власність його молодшого сина Вільяма. У 1641 році спалахнуло повстання за незалежність Ірландії. Вільям Парсонс підтримав англійську владу та протестантів. Протягом 15 місяців замок був обложений повстанцями-католиками. Після завершення війни син Вільяма Лоуренса — баронет Бірр з 1677 року перебудував замок.
Його нащадок — Лоуренс Парсонс — ІІ граф Росс перебудував і відремонтував замок на початку ХІХ столітті. Його син — Вільям Парсонс — ІІІ граф Росс створив і розмістив в замку великий телескоп Бірр. Після завершення будівництва цього телескопу та астрономічної обсерваторії в 1845 році цей телескоп став найбільшим телескопом на планеті Земля на той час. Можливості цього телескопу були більшими, аніж будь-якого телескопу на той час. Тому замок Бірр став астрономічний центром світу. У цій обсерваторії працювали Чарльз Баббедж та Наполеон Юджин.
Після смерті ІІІ графа Росс наукову традицію продовжив IV граф Росс — Лоуренс Парсонс. В обсерваторії провели дослідження по визначенню температури поверхні Місяця. Після його смерті в 1908 році обсерваторія занепала. Дзеркало телескопа перевезли в 1914 році в Лондон в музей науки. Під час Першої світової війни несучі конструкції телескопу пішли на металобрухт, були переплавлені для виготовлення зброї. У 1925 році дерев'яні споруди замку були знесені з міркувань безпеки. У 1990 році телескоп замку Бірр був відновлений.

## Великий телескоп замку Бірр
Великий телескоп замку Бірр називали по іншому ще «Телескоп Левіафан» або «Левіафан Парсонстауна» — телескоп ІІІ графа Росс. Це астрономічний телескоп з діаметром дзеркала 183 см. Його будівництво було завершене 1845 року. Протягом багатьох десятиліть він служив науці. Останні спостереження були здійснені 1914 року. Довгий час цей телескоп був найбільшим на планеті земля, аж поки не був виготовлений телескоп Гукера діаметром 2,5 м в обсерваторії Маун-Вільсон в 1917 році. У 1914 році телескоп замку Бірр був демонтований, але був відновлений в 1990 році і відкритий для публіки.
Лоуренс Парсонс — IV граф Росс крім астрономії захоплювався фотографією і був відомим у свій час фотографом, мав у замку фотолабораторію, що збереглася і має історичну цінність і нині є найстарішою збереженою фотолабораторією у світі.
Біля замку є найдавніший кований залізний міст в Ірландії — 1820 року. Навколо замку є сади і парки яким понад 300 років. Ці сади мають найвищу огорожу в світі, що внесено до книги рекордів Гіннеса. У цьому парку росло дерево-рекордсмен — тополя, яка впала під час урагану 12 лютого 2014 року.